# Вивисекция
Вивисекцията (от латински: vivus – жив; и латински: section – разрязване) е операция, проведена с екпериментални цели върху жив организъм (обикновено животни с централна нервна система), за да бъде видяно функционирането му на живо. Терминът често се използва в по-широко значение, за да опише експериментирането върху живи животни.
Човешката вивисекция се извършва като форма на изтезание.